# Manuel Isidoro Belzu
Manuel Isidoro Belzu Humérez (La Paz, Imperio español; 4 de abril de 1808 - La Paz, Bolivia; 23 de marzo de 1865) fue un militar y político boliviano. Ocupó la presidencia de Bolivia desde el 6 de diciembre de 1848 hasta el 15 de agosto de 1855. 
Belzu ejerció una gran ascendiente sobre la población indígena y mestiza de Bolivia, lo que le permitió subir al poder. Introdujo a la "plebe" al escenario político boliviano y es considerado por algunos historiadores como el precursor del populismo. Estuvo casado con la escritora argentina Juana Manuela Gorriti, quien lo abandonó el mismo año en que él asumió la presidencia de Bolivia.
Durante el gobierno del presidente Manuel Isidoro Belzu, fue adoptada la actual Bandera Nacional de Bolivia, conocida como La Tricolor el 31 de octubre de 1851.

## Nacimiento y juventud
Manuel Isidoro Belzú nació el 4 de abril de 1808 en la ciudad de La Paz. Su padre fue el español murciano Gaspar Belzu Arlegui y su madre Juana Manuela Humerez. Se conoce que la familia se dedicaba al comercio y formaron parte de la clase media de la ciudad, aunque para los residentes españoles de la época se trataba de una familia de escasos recursos comparados con españoles que lograban acumular grandes fortunas.   
Cursó estudios en el convento de San Francisco de La Paz. A sus 15 años de edad, en 1823, se unió al ejército patriota bajo las órdenes del mariscal Andrés de Santa Cruz, durante la Primera Campaña de Intermedios. 
Belzu participó en la Batalla de Zepita y en la desordenada retirada hacia la costa. Tomado prisionero por los españoles, fue devuelto a su hogar en consideración de su corta edad.
En Tarija, Belzu conoció al exgobernador de Salta y héroe de la guerra de la independencia, el general argentino José Ignacio Gorriti, que como muchos unitarios argentinos estaba asilado ahí. Se enamoró de la joven hija del general Gorriti, Juana Manuela con quien se casó. Con ella tuvo dos hijas Mercedes y Edelmira, la primera se casaría con un miembro de la oligarquía chuquisaqueña, José Vicente Dorado Cavero, y la segunda con el general Jorge Córdova (el cual años después sería futuro presidente de Bolivia).  
Por su parte, la esposa de Belzu, Juana Manuela Gorriti, se consagró como una destacada escritora argentina, reconocida por su talento para describir las costumbres, vida cotidiana e historia de los indios.

### Carrera militar
La carrera militar de Belzu se inició con su participación en el ejército libertador en la batalla de Zepita. Luego de la independencia de Bolivia, trabajó como escribano del mariscal Sucre. También estuvo bajo las órdenes del comandante Felipe Santiago Salaverry y del general Agustín Gamarra.  
Belzu se incorporó al ejército boliviano en 1829. Su primer cargo fue de jefe del Tercer Batallón del Ejército en Tupiza, Provincia de Chichas, y luego se desempeñó como capitán en Tarija. En la guerra de la Confederación participa en la batalla del puente Uchumayo y en agosto de 1835 fue ascendido a comandante. Santa Cruz lo nombra su ayudante y luego de la derrota de Yungay y el desmembramiento de la Confederación Perú-Boliviana, el presidente José Miguel de Velasco lo asciende a teniente coronel. Participa en la batalla de Ingavi donde dirige el Noveno batallón del ejército boliviano.  Como mérito a su audacia fue promovido a coronel. Asciende a general el 11 de enero de 1848 cuando la Corte Suprema declara a Velasco presidente de Bolivia.

### Carrera política
Belzu ocupó varios cargos políticos antes de llegar a la presidencia. Belzu inició su carrera en la administración pública en 1829 cuando Andrés de Santa Cruz lo asignó como ayudante del gobernador de Cobija, en el Litoral, donde estuvo por muy poco tiempo y regresó al ejército. Bajo el gobierno de José Ballivián, se desempeñó como prefecto del departamento del Litoral en Cobija. Fue ministro de Guerra durante la Junta de Gobierno; como tal, fortaleció la guardia nacional con municiones y reestructuró su organización interna.

## Presidencia de la República

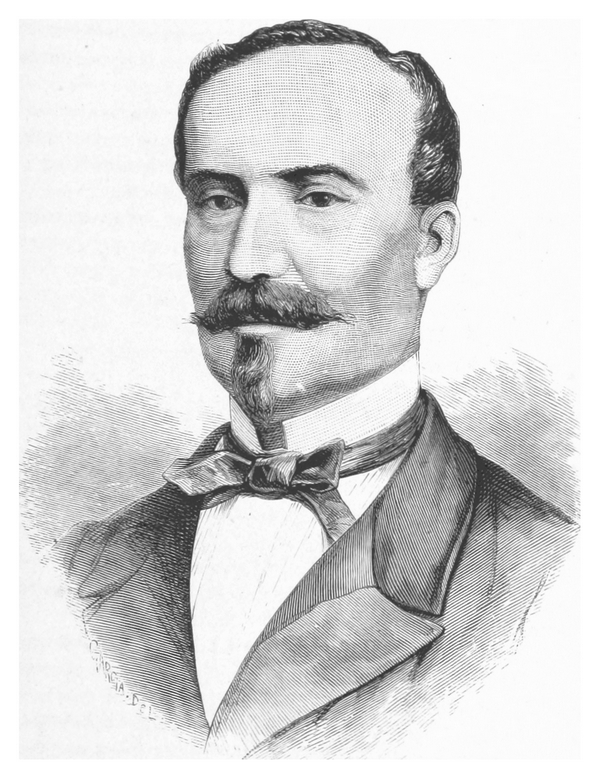
Manuel Isidoro Belzu c. 1874.

Tras salir victorioso ante Velasco en Yamparáez el 6 de diciembre de 1848, consolidó las rebeliones que proclamaban a Belzu como presidente. Al no tener poder político ni experiencia política, expidió decretos sensacionalistas. Aprobó una serie de medidas liberales y procrucistas, durante una reunión en La Paz suprimió la pena de muerte por crímenes políticos. Políticos crucistas ocuparon los puestos más importantes del Gobierno. Nombró a Otto Philipp Braun comandante de las tropas de La Paz. Andrés de Santa Cruz felicitó la victoria ante Ballivián y Velasco, y dirigió una carta a todos sus partidarios a apoyar el gobierno belicista.
Para una reconciliación con los ballivianistas, decretó el regreso de los exiliados incluyendo al expresidente. El 22 de febrero de 1849 declaró su disposición para convocar a elecciones para marzo o abril. En el mismo mes intentó nombrar a Tomás Frías como ministro de Hacienda —rechazando la designación— y declaró vigente la Constitución de 1839. En su intento de política de reconciliación con la oposición, admitió el regreso de sus enemigos políticos como Olañeta, Velasco y Linares.
Debido a la resolución de Santa Cruz, Belzu lo nombró embajador plenipotenciario de Francia, Inglaterra, Bélgica y la Santa Sede, consolidando la alianza con el crucismo. Su gobierno fue apoyado por el Perú del Gral. Ramón Castilla, enemigo de Ballivián, firmando un tratado de paz y comercio, pero empezó a deteriorarse con la llegada de Gral. José Rufino Echenique.
Con la promulgación de la Constitución de 1851 fue consagrado como Presidente Constitucional. Su mandato estuvo marcado por contiendas internas y los atentados contra su vida: en septiembre de ese mismo año resultó gravemente herido. La multitud enardecida se apiñó entonces en torno suyo profiriendo gritos de elogio hacia su persona. A consecuencia incrementó su poder y persiguió implacablemente a sus enemigos. 
Según el historiador Andrey Schelchkov, "La llegada de Belzu al poder fue resultado de un amplio descontento por la dictadura de Ballivián y de la incapacidad de la clase dirigente, representada por la oligarquía del sur y de la élite terrateniente comercial del norte, para resolver los graves problemas del país, superar la crisis crónica fiscal y reavivar la economía estancada".

### Reformas administrativas
En el ámbito político administrativo, Belzu logró importantes avances. Al inicio de su gobierno restableció las municipalidades en un esfuerzo por descentralizar la administración pública. Sin embargo, con la Constitución de 1851 abolió las juntas municipales.
Belzu revisó la constitución de 1830 por encontrarla desactualizada con la realidad boliviana y con demasiadas contradicciones que dilataban los procesos administrativos. La nueva Constitución de 1851 fue la más liberal de las aprobadas en Bolivia hasta entonces. Declaraba las libertades del hombre, prohibía la censura, garantizaba la propiedad privada, reservando al estado la potestad de enajenarla por el bien público. La constitución también abolió la esclavitud y redujo el periodo presidencial a 5 años.
Durante su gobierno, se reformaron los códigos civil, penal y administrativo. Asimismo, se aprobaron nuevos códigos de minería y militar. Finalmente, en la reforma judicial que llevó a cabo introdujo el acceso a justicia gratuita para indígenas y pobres urbanos, antes excluidos del acceso al sistema judicial por carencia de medios.

### Política exterior
En el aspecto internacional, afrontó un conflicto con el Perú en 1853, cuyo origen estuvo en la invasión de la moneda feble boliviana en el sur peruano, moneda de baja ley que causaba graves perturbaciones en el comercio local. Ante los reclamos presentados por el representante del Perú en La Paz, Belzu respondió expulsando a dicho diplomático. Ante tal ofensa, cundió en el Perú el estado de guerra contra Bolivia. El Congreso peruano dio al presidente José Rufino Echenique facultades extraordinarias y el ejército peruano se movilizó a la frontera. Pero la guerra no se produjo porque el gobierno de Echenique debió enfrentar poco después una revolución liberal en su contra, que desembocó en una sangrienta guerra civil (1854).

## Exilio y asesinato
Cansado de luchar contra sus opositores (en total debió enfrentar unas 33 insurrecciones), dimitió en agosto de 1855 y viajó a Europa.

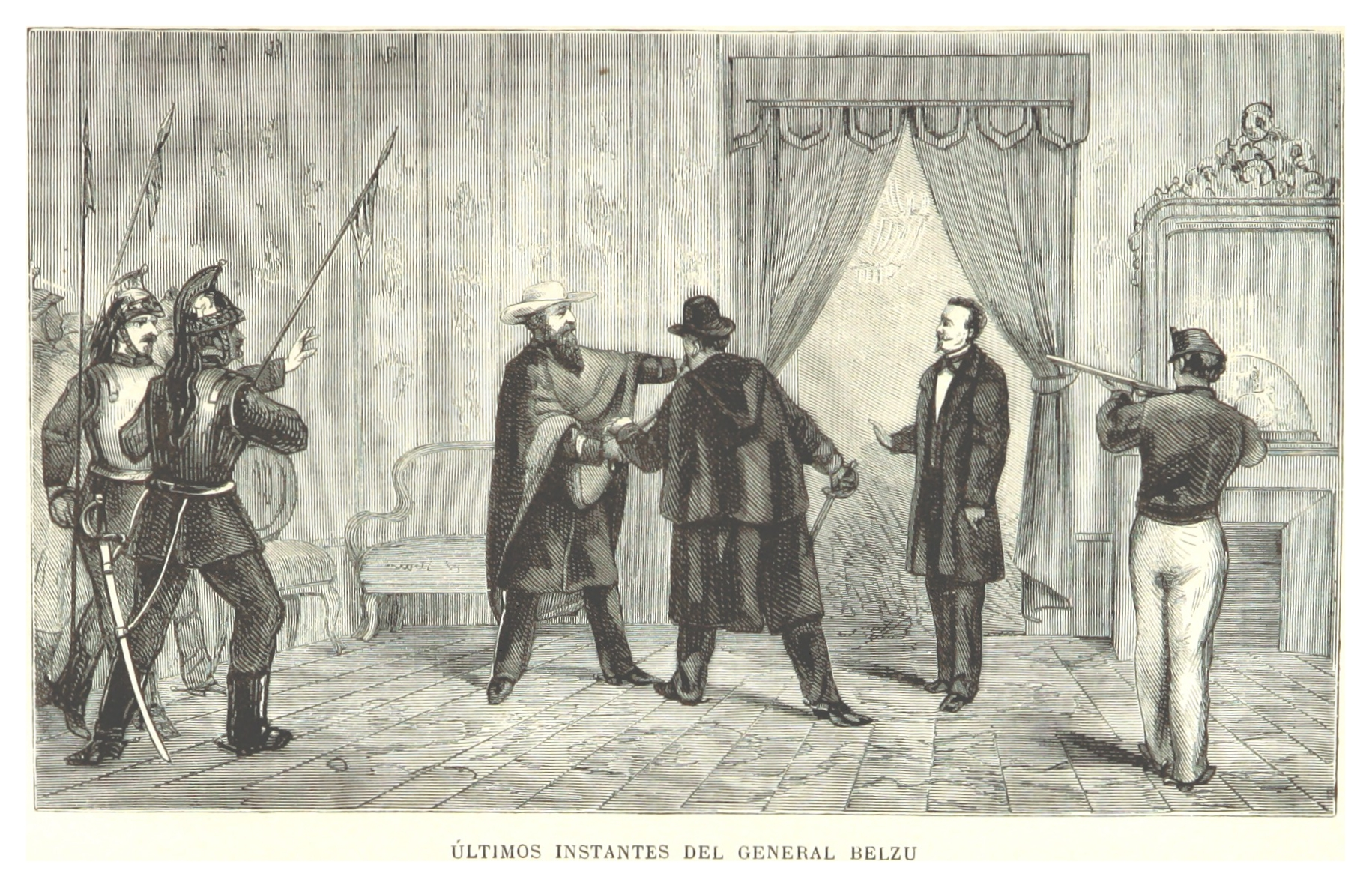
Últimos instantes del General Belzu.

Tras una estancia de diez años en Europa, donde desempeñó funciones diplomáticas, Belzu se alzó contra el general Mariano Melgarejo, que se aprestaba a tomar el poder (1864). Apoyado por el pueblo, obtuvo una victoria sobre las fuerzas gubernamentales, pero, en la confusión de la batalla, Melgarejo logró entrar al Palacio Quemado, donde se encontraba Belzu y lo asesinó. Su muerte generó gran consternación entre indígenas y mestizos.

## Versión sobre la muerte de Belzu
"...Melgarejo, en la desesperación de la derrota, tomó una resolución suprema, inconcebible, que sólo él hubiera podido adoptar y que en ese momento nadie podía imaginársela …desmontando Melgarejo de su caballo y seguido de los pocos coraceros  que le quedaban fieles, va a poner en práctica su pensamiento: su último recurso en medio de su derrota.
Se coloca en medio de esos pocos soldados que le restan, a guisa de prisionero, y se dirige al palacio presidencial, donde el general Belzu se hallaba rodeado de numeroso pueblo que celebraba la victoria.
Al llegar a palacio, el general vencido distingue en uno de los balcones al vencedor, y le hace un saludo militar con la espada. Belzu le contesta cortésmente y persuadido de que lo traían prisionero, se compadece del vencido y resuelve salir del salón y recibirle con un abrazo. 
Melgarejo-dice Sotomayor Valdez- atravesó el patio del palacio, por medio de una armada, en la cual se encontraban muchos soldados de su propio ejército, causando en todos una profunda sorpresa; cuando subía la escalera, un antiguo enemigo suyo, edecán de Belzu a la sazón, tuvo la ocurrencia de interceptarle el paso, amenazándole con su rifle. Melgarejo desvía con una mano el arma de su agresor, y le dispara con la otra un tiro mortal de pistola. Deja tendido a uno lado el cadáver de esa víctima y precipita sus pasos hacia el salón en que se encuentra el general Belzu. La gente armada del patio queda sobrecogida con el incidente sangriento que acaba de presenciar y presiente aterrorizada, algo más terrible todavía. Belzu, que ha sentido detonación de un tiro de pistola en la escalera, se alarma y se perturba.
Al ver a Melgarejo que se presentada en el umbral de la puerta, pálido, con la mirada chispeante y siniestro, se paraliza y tiembla, y apenas pronuncia la palabra “garantías” (¿Las pedía o las daba?)cae herido de muerte por una bala que le asesta Melgarejo.
Dejó tendido, envuelto en su propia sangre, el cadáver del ídolo del pueblo, del ilustre general Belzu, y saliendo a uno de los balcones, se presenta a la muchedumbre y exclama: 
-¡Belzu ha muerto! ¿Quién vive ahora?
Y algunas voces contestaron: ¡Viva Melgarejo!
¡Y este hombre quedó dueño absoluto de la ciudad y del gobierno de la República, a la que convirtió en una Roma de la época de los Césares!..."